# Parque Minero de Riotinto
El Parque Minero de Riotinto es un espacio de carácter turístico y recreativo que existe en los municipios españoles de Minas de Riotinto y Nerva, en la provincia de Huelva, región de Andalucía. El parque minero agrupa un importante conjunto patrimonial e histórico perteneciente a la cuenca minera de Riotinto-Nerva, que incluye antiguas explotaciones mineras, espacios museísticos, un ferrocarril turístico, etc. La gestión de este complejo corre a cargo de la Fundación Río Tinto.
El parque de Riotinto constituye el espacio industrial turístico más visitado de España.

## Historia
Desde finales del siglo XIX, cuando la británica Rio Tinto Company Limited (RTC) se hizo con la propiedad de las minas de Riotinto, la cuenca minera vivió una intensa explotación de sus yacimientos. El declive que vivió la actividad minero-industrial en la zona a partir de la década de 1970 generó una importante crisis económica e incidió negativamente en la conservación del patrimonio histórico, que se vio abandonado o desmantelado. En 1987 se creó la Fundación Río Tinto, institución sin ánimo de lucro que tenía entre otros objetivos la creación de un Parque Minero con fines culturales, turísticos y recreativos.
La Fundación Río Tinto puso en marcha varias iniciativas que buscaban crear un espacio museístico y recuperar el ferrocarril de Riotinto, abandonado tras su clausura al tráfico años atrás. Para 1992 se materializó el establecimiento del Parque Minero, con la inauguración ese mismo año del Museo Minero de Riotinto. Este impulso se vería continuado con la puesta en servicio en 1994 del Ferrocarril Turístico Minero, cuyo recorrido mediante trenes históricos ha acabado alcanzando un total de 22 kilómetros. Con posterioridad se han ido añadiendo otras iniciativas. En el barrio de Bellavista (Minas de Riotinto) se rehabilitó una de las históricas viviendas de estilo victoriano, la denominada Casa n.º 21, con una reconstrucción etnográfica que refleja cómo era la vida de la comunidad británica. En Nerva se han incorporado a la ruta turística la Corta Peña del Hierro y el Grupo de viviendas San Carlos, tras haber pasado un proceso de restauración.